# Star Wars: Episode I Racer
Star Wars: Episode I Racer è un videogioco di guida ispirato alla competizione degli "sgusci" di Guerre stellari e ambientato nell'Universo espanso. Il gioco include diversi tracciati e tutti i personaggi competitori della gara di sgusci visti nel film La minaccia fantasma.

## Modalità di gioco
- Torneo: È la modalità primaria di gioco. Si gareggia per guadagnare denaro e comprare equipaggiamento e droidi, e sbloccare nuovi tracciati, giocatori, e migliorie. Non si può scegliere la difficoltà di gioco.
- Corsa libera: Permette di fare pratica sui tracciati sbloccati in precedenza senza guadagnare denaro. La difficoltà è impostabile, così come il numero dei giri e degli avversari.
- Multigiocatore: Permette di gareggiare assieme ad almeno un altro giocatore umano su un circuito sbloccato in precedenza. Si può impostare difficoltà, numero e velocità degli avversari.

### Personaggi giocabili
- Aldar Beedo: un Glimfide natio del pianeta Ploo II. Di natura sadica e crudele, Beedo offre i suoi servigi a chiunque sia in grado di offrirgli il più grande premio in denaro, accettando lavori che vanno dall'uccidere obiettivi di alto profilo al ruolo di guardia del corpo. Durante il Boonta Eve Classic, Beedo ha avuto un'associazione con Wan Sandage, della specie Devlikk, per uccidere il campione in carica Sebulba. Nel film, sebbene fallisca nel suo incarico, riuscirà comunque a finire la gara arrivando terzo.
- Anakin Skywalker (già disponibile)
- Ark "Bumpy" Roose: Nuknog nato sul pianeta Sump, noto per essere uno sconsiderato totale, gli è stato permesso di entrare nello sport dal suo governo solo per ragioni promozionali. Durante il film, egli saboterà i motori di Anakin Skywalker, oltre che di Ben Quadrinaros (involontariamente). Durante la gara si schianterà però assieme a Dud Bolt durante il terzo giro.
- Ben Quadinaros: Toong del pianeta Tund, nel film "concluderà" la gara nel modo più imbarazzante possibile: prima il suo sguscio si fermerà appena viene dato il via, poi i suoi quattro motori, sabotati da Ark Roose, schizzeranno via, costringendolo ad abbandonare la gara.
- Boles Roor: Sneevel natio del pianeta natale Sneeve, si è guadagnato una certa fama vincendo il Boonta Eve Classic (la stessa gara di sgusci del primo film) addirittura due volte. Nel film, terminerà la gara al sesto posto.
- Bozzie Baranta: meccanico della scuderia di Gasgano durante gli anni del declino della Repubblica Galattica, ben presto (e più precisamente nel 32 BBY) coltivò i suoi sogni di diventare lui stesso un pilota di sgusci di professione. Ha la tendenza di fermarsi regolarmente a riparare il suo sguscio durante le gare (e questo ha comportato costi maggiori di quanto non lo fossero quelli di acquisto del suo sguscio).
- "Bullseye" Navior: questo alieno di specie sconosciuta è riuscito a guadagnarsi la rara reputazione di pilota pulito, che vede inutile la necessità di imbrogliare anche per via del suo sguscio estremamente veloce. Sebbene non molto popolare tra le grandi folle, ha avuto una schiera di fan.
- Clegg Holdfast: Nosauriano nato e cresciuto come figlio di un pescatore su Nuova Plympto, cercò di iniziare la sua carriera come reporter. Ottenne un lavoro nel mondo degli sgusci, e più precisamente nel Trimestrale degli Sgusci, anche se non sapeva nulla di questo sport; le cose cambiarono quando fu spinto a competere con i suoi supervisori. Nel Boonta Eve Classic, il suo sguscio verrà distrutto, ma per salvare sia la carriera di Holdfast che l'onore di Sebulba, il Trimestrale degli Sgusci preferì invece inserirlo al settimo posto.
- Cy Yunga (solo per Nintendo 64): sbloccabile tramite codice, sostituisce "Bullseye" Navior.
- Dud Bolt (già disponibile): Vulpteriano del pianeta Vulpter, venne assunto da Sebulba come sua guardia del corpo, offrendo in aggiunta un bonus per ogni avversario eliminato. Nel film, si schianterà con Ark Roose al terzo giro del Boonta Eve Classic, sopravvivendo però all'incidente.
- Ebe Endocott (già disponibile): Triffiano del pianeta Triffis, e già vincitore di molti tornei di sgusci tenuti sul pianeta Malastare, Ebe gareggia nel Boonta Eve Classic per battere il suo rivale, il campione in carica Sebulba. Nel film, concluderà la gara al quarto posto.
- Elan Mak (già disponibile): falso nome di Kam Nale, Fluggriano natio del pianeta Ploo IV e figlio del boss criminale Borzu Nale, ne ricevette l'eredità dopo aver saputo che il padre perse la vita per mano di Aldar Beedo, Glimfide natio anch'egli del pianeta Ploo IV, e giurò vendetta. Nel film, terminerà la gara di sgusci su Tatooine, il Boonta Eve Classic, al quinto posto.
- Fud Sang: di specie sconosciuta, è un prigioniero del pianeta prigione Oovo IV, dove è condannato a 4 ergastoli, ma gareggia comunque nel gioco.
- Gasgano (già disponibile): un Xexto del pianeta Troiken, è uno dei piloti di sgusci di maggior successo, ed è stato sponsorizzato da Gardulla the Hutt. Possiede riflessi estremamente veloci, e sedici dita (su quattro mani e quattro braccia) per gestire tutti i controlli dei suoi motori Ord Pedrovia costruiti su misura. Nel film arriverà secondo al Boonta Eve Classic.
- Jinn Reeso (solo per Nintendo 64): sbloccabile tramite codice, sostituisce Mars Guo.
- Mars Guo: Bardottano/Phuii del pianeta Phu, e relativo nuovo arrivato nello sport, nel film non riuscirà a concludere la gara del Boonta Eve Classic, dato che il suo sguscio si schianterà all'inizio del terzo giro.
- Mawhonic: Gran nato nel pianeta Hok, è entrato nel mondo dello sport per farsi rispettare dai suoi simili, ma per sua sfortuna, nel film il suo sguscio si schianterà nel primo giro, a causa di una spinta per mano di Sebulba addosso a una roccia.
- Neva Kee: Xamster natio del pianeta Xagobah, possiede uno sguscio unico in quanto i motori sono proprio ai fianchi dell'abitacolo, e non davanti e dunque connessi dai classificatori d'energia che li collegano. Nel film, il suo veicolo si schianterà molto probabilmente verso la fine del secondo giro del Boonta Eve Classic, e la sua sorte sarà completamente sconosciuta.
- Ody Mandrell (già disponibile): Er'Kit locale di Tatooine, e uno dei piloti di sgusci più giovane. Gran parte della sua popolarità con il pubblico maggiore derivava dalle sue tattiche spericolate, poiché non usava quasi mai i suoi freni a turno. Questo ha anche reso Mandrell famoso con i suoi compagni concorrenti, i quali sapevano che era meglio non rischiare e tenersi alla larga. Nel film, tra coloro che non riusciranno a concludere la gara sarà l'unico a non schiantarsi, in quanto uno dei suoi droidi di riparazione verrà risucchiato da uno dei suoi motori, che finirà distrutto.
- Ratts Tyerell: pilota Aleena popolare, natio del pianeta Aleen, nel film morirà schiantandosi in una delle caverne disseminate nel circuito. I suoi figli fonderanno la Ratts Tyerell Foundation, la quale dopo molti sforzi riuscirà a rendere fuorilegge le gare di sgusci.
- Sebulba: un Dug nato schiavo nella città di Pixelito sul pianeta Malastare, durante gli ultimi decenni della Repubblica Galattica è stato uno dei piloti di sgusci più famosi, attività con la quale si è guadagnato il rispetto. Spesso sleale, perderà nel film nel duello contro Anakin Skywalker, e sarà l'ultimo a vedere il suo sguscio distrutto.
- Slide Paramita: un Ciasi agile e snello, che vede inutile la necessità di sgusci enormi e preferisce affidarsi alla sua astuzia e velocità per vincere le gare. È inedito rispetto al film.
- Teemto Pagalies: Veknoide natio del pianeta Moonus Mandel, venne esiliato dal suo pianeta natale dopo essersi rifiutato di sposare la figlia di un ricco mercante. Si fece dunque una reputazione di pilota di sgusci, ma anche di alcolizzato. Nel film, durante la gara di sgusci Boonta Eve Classic, il suo sguscio si schianterà durante il secondo giro, in quanto i suoi motori verranno gravemente danneggiati dai colpi d'armi da fuoco dei predoni Tusken.
- Toy Dampner: residente di Nuova Cov, sebbene non fosse uno dei carcerati del pianeta prigione Oovo IV come il suo compagno Fud Sang, si è dimostrato comunque un esperto in quel pianeta ostile, tanto che vi ha gareggiato per intrattenere i carcerati.
- Wan Sandage: della specie Devlikk, è (negli eventi ambientati del gioco) uno dei piloti più giovani in gara (anche perché molti Devlikk hanno un'aspettativa di vita tra i 9 e i 10 anni di vita). È lui a ingaggiare Aldar Beedo per uccidere Sebulba, campione in carica. Nel film, si schianterà durante la gara.

### Circuiti (Versione console)
Nelle versioni PC e console (Nintendo64 e Sega Dreamcast) sono presenti un totale di 25 circuiti, ognuno con il proprio pilota favorito e con il proprio pianeta d'appartenenza.
|                                | Prima gara                                      | Seconda gara                                    | Terza gara                                    | Quarta gara                                   | Quinta gara                                 | Sesta gara                                   | Gara finale                                     |
| Amateur Podracing Circuit      | Boonta Training Course, Tatooine (Sebulba)      | Mon Gazza Speedway, Mon Gazza (Teemto Pagalies) | Beedo's Wild Ride, Ando Prime (Aldar Beedo)   | Aquilaris Classic, Aquilaris (Clegg Holdfast) | Malastare 100, Malastare (Dud Bolt)         | Vengeance, Oovo IV (Fud Sang)                | Spice Mine Run, Mon Gazza (Mars Guo)            |
| Semipro Podracing Circuit      | Sunken City, Aquilaris ("Bullseye" Navoir)      | Howler Gorge, Ando Prime (Ratts Tyerell)        | Dug Derby, Malastare (Elan Mak)               | Scrapper's Run, Ord Ibanna (Wan Sandage)      | Zugga Challenge, Mon Gazza (Boles Roor)     | Baroo Coast, Baroonda (Neva Kee)             | Bumpy's Breakers, Aquilaris (Ark "Bumpy" Roose) |
| Galactic Podracing Circuit     | Executioner, Oovo IV (Toy Dampner)              | Sebulba's Legacy, Malastare (Sebulba)           | Grabvine Getaway, Baroonda (Anakin Skywalker) | Andobi Mountain Run, Ando Prime (Mawhonic)    | Dethro's Revenge, Ord Ibanna (Ody Mandrell) | Fire Mountain Rally, Baroonda (Ebe Endocott) | Boonta Eve Classic, Tatooine (Sebulba)          |
| Invitational Podracing Circuit | Ando Prime Centrum, Ando Prime (Slide Paramita) | Abyss, Ord Ibanna (Bozzie Baranta)              | The Gauntlet, Oovo IV (Gasgano)               | Inferno, Baroonda (Ben Quadrinaros)           |                                             |                                              |                                                 |

## Differenze tra le varie versioni

### PC e Sega Dreamcast
La versione PC e Sega Dreamcast, ogni volta che si avvia, mostra una cutscene introduttiva creata in modo CGI simile al film, che termina letteralmente con Gssgano che subisce un incidente in gara, anche se sopravvive. Tale sequenza cutscene è però considerata non canonica, essendo Gasgano finito secondo alla gara di sgusci di Mos Espa nel film secondo le fonti ufficiali.
La musica è di qualità molto superiore, essendo prodotta dal CD e in formato WAV. Il tachimetro nel gioco possiede una grafica vettoriale e non una grafica raster della N64. La schermata introduttiva è del tutto diversa.
Il multiplayer si estende per due giocatori sullo stesso computer, ma anche circa 8 giocatori online grazie ad un protocollo IPX.

### Nintendo 64
Il gameplay della N64 è simile alla versione PC. La prima volta che si avvia tale versione, si vedrà una cutscene usata con i modelli di gioco, mentre ogni volta successiva di avvio si vedrà un'altra introduzione sempre prodotta con quei modelli.
Vi sono in aggiunta due nuovi personaggi: Cy Yunga e Jinn Reeso. I due però devono essere attivati tramite un cheat code che permettono di rimpiazzare rispettivamente "Bullseye" Navoir e Mars Guo.
Il multiplayer è giocato in due con la stessa console.

### Game Boy Color
La versione GBC è invece un testa a testa visto dall'alto e si gioca tipo una Drag Race, in quanto il percorso è lineare ed ha un solo giro.
All'inizio del gioco il giocatore possiede solo Anakin Skywalker, e tutti gli altri piloti sono sbloccabili completando le varie e rispettive gare. Sono presenti 5 pianeti (Tatooine, Ando Prime, Barponda, Mon Gazza e Malastare), ognuno con 4 gare.
|            | Prima gara        | Seconda gara      | Terza gara      | Quarta gara    |
| Tatooine   | Teemto Pagalies   | Ark "Bumpy" Roose | Mawhonic        | Gasgano        |
| Ando Prime | Slide Paramita    | Fud Sang          | Ebe Endocott    | Aldar Beedo    |
| Baronda    | "Bullseye" Navoir | Toy Dampner       | Wan Sandage     | Clegg Holdfast |
| Mon Gazza  | Ody Mandrell      | Mars Guo          | Ben Quadrinaros | Boles Roor     |
| Malastare  | Dud Bolt          | Bozzie Baranta    | Elan Mak        | Ratts Tyerell  |

Quando tutti i 4 livelli di un qualsiasi pianeta sono completati si potrà affrontare Sebulba. Se sconfitto, si vincerà il suo sguscio. Se si perde una qualsiasi gara futura lo sguscio di Sebulba verrà perso finché non verrà sbloccato di nuovo.

## Accoglienza
| Testata                            | Versione | Giudizio     |
| ---------------------------------- | -------- | ------------ |
| GameRankings (media al 31-01-2021) | N64      | 29/10075.78% |
| GameRankings (media al 31-01-2021) | DC       | 75.42%       |
| GameRankings (media al 31-01-2021) | PC       | 73.79%       |
| GameRankings (media al 31-01-2021) | GBC      | 69.44%       |
| AllGame                            | PC       | [ 5 ]        |
| AllGame                            | N64      | [ 6 ]        |
| AllGame                            | GBC      | [ 7 ]        |
| AllGame                            | Mac      | [ 8 ]        |
| AllGame                            | DC       | [ 9 ]        |
| Game Informer                      | PC       | 9.25/10      |
| Game Informer                      | N64      | 9/10         |
| Game Informer                      | GBC      | 8.25/10      |
| GameSpot                           | PC       | 8.2/10       |
| GameSpot                           | N64      | 8.4/10       |
| GameSpot                           | GBC      | 6.9/10       |
| GameSpot                           | DC       | 7.5/10       |
| IGN                                | PC       | 8/10         |
| IGN                                | N64      | 7.2/10       |
| IGN                                | GBC      | 6/10         |
| IGN                                | DC       | 6/10         |
| Nintendo Power                     | N64      | 8/10         |
| Nintendo Power                     | GBC      | 5.9/10       |
| SpazioGames.it                     | GC       | 7.2/10       |

Oltre a ricevere un'accoglienza positiva, il gioco è considerato uno tra i giochi di Star Wars più famosi, apparendo in molte liste al riguardo. Nel numero di marzo del 2004, la rivista GMR ha segnato Star Wars: Episode I Racer al 5º posto tra i migliori giochi Star Wars di tutti i tempi. Nel 2015 PC Gamer lo ha messo al terzo posto dei migliori giochi di Star Wars, e nello stesso anno la Rock, Paper, Shotgun lo ha messo al 10º posto tra i migliori giochi di Star Wars. Nel 2016 Game Informer lo ha messo nell'11º posto tra i 30 migliori giochi Star Wars. In aggiunta, nel 2011, il gioco ha battuto il record dei Guiness come simulatore di guida fantascientifico più venduto al mondo, con 3,12 milioni di copie vendute in totale, superando franchise come F-Zero e Wipeout.
Il gioco è stato inoltre nominato dalla CGW per il premio Racing Game of the Year ("Gioco di Corse dell'Anno) per il 1999, premio vinto però da Need for Speed: High Stakes.